# Quilombo (filme)
Quilombo é um filme de coprodução brasileira e francesa de 1984, do gênero drama, dirigido por Cacá Diegues.
O roteiro foi baseado nos livros Ganga Zumba, de João Felício dos Santos e Palmares, de Décio de Freitas. Que conta a história de um escravo chamado Zumbi. 

## Sinopse
Num engenho de Pernambuco, por volta de 1650, um grupo de escravos se rebela e ruma ao Quilombo dos Palmares, onde existe uma nação de ex-escravos fugidos que resiste ao cerco colonial, entre eles Ganga Zumba, um príncipe africano. Tempos depois, seu herdeiro e afilhado, Zumbi, contesta as ideias conciliatórias de Ganga Zumba (Príncipe) e enfrenta o maior exército jamais visto na história colonial brasileira.

## Elenco
- Zezé Motta.... Dandara
- João Nogueira.... Rufino
- Grande Otelo.... Baba
- Antônio Pitanga.... Acaiuba
- Antônio Pompêo.... Zumbi
- Jofre Soares.... Caninde
- Tony Tornado.... Ganga Zumba
- Camila Pitanga...Nena
- Jonas Bloch ...Samuel
- Chico Diaz ...Anunciação
- Aniceto do Império
- Maurício do Valle.... Domingos Jorge Velho
- Daniel Filho.... Carrilho
- Vera Fischer.... Ana de Ferro
- Léa Garcia
- Milton Gonçalves
- Zózimo Bulbul ...Homem da Pedra
- Arduíno Colassanti
- Jorge Coutinho.... Sale
- Babaú da Mangueira
- Dona Zica
- Carlos Kroeber ...Tourinho
- Scarlet Moon
- Thelma Reston ... Olímpia
- Macsuara Kadiuéu

## Principais prêmios e indicações
XXIV Festival de Cinema de Cartagena 1984 (Colômbia)
- Recebeu prêmio.

Festival de Cannes 1984 (França)
- Indicado à Palma de Ouro.

Festival de Miami 1984 (EUA)
- Recebeu prêmio.